# Чизунга, Эмесия
Эмесия Чизунга (англ. Emesia Chizunga; род. 3 марта 1954) — малавийская легкоатлетка, выступавшая в беге на короткие и средние дистанции. Участница летних Олимпийских игр 1972 года. Первая женщина, представлявшая Малави на Олимпийских играх.

## Биография
Эмесия Чизунга родилась 3 марта 1954 года.
В 1972 году вошла в состав сборной Малави на летних Олимпийских играх в Мюнхене. В беге на 800 метров заняла в четвертьфинале последнее, 7-е место, показав результат 2 минуты 19,22 секунды и уступив 17,3 секунды попавшей в полуфинал с 4-го места Гизеле Элленбергер из ФРГ. В беге на 1500 метров заняла в четвертьфинале последнее, 8-е место с результатом 4.41,47, уступив 30,15 секунды попавшей в полуфинал с 5-го места Ингер Кнутссон из Швеции.
Чизунга стала первой женщиной, представлявшей Малави на Олимпийских играх.
3 декабря 1972 года в Дар-эс-Саламе в составе сборной Малави установила рекорд страны в эстафете 4х100 метров — 52,1 секунды. По состоянию на 2022 год оставался непобитым.

## Личные рекорды
- Бег на 800 метров — 2.19,22 (31 августа 1972, Мюнхен)[3]
- Бег на 1500 метров — 4.41,47 (4 сентября 1972, Мюнхен)[3]